# Bastajski Brđani
Bastajski Brđani je naselje u Republici Hrvatskoj, u sastavu općine Đulovac, Bjelovarsko-bilogorska županija.

## Stanovništvo
Prema popisu stanovništva iz 2001. godine, naselje je imalo 2 stanovnika te 1 obiteljsko kućanstavo. Na daljnjim popisima naselje bilježi 0 stanovnika.
| broj stanovnika | 179   | 215   | 217   | 405   | 693   | 310   | 303   | 296   | 238   | 247   | 259   | 192   | 126   | 86    | 2     |       |       |
|                 | 1857. | 1869. | 1880. | 1890. | 1900. | 1910. | 1921. | 1931. | 1948. | 1953. | 1961. | 1971. | 1981. | 1991. | 2001. | 2011. | 2021. |

## Povijest
Anđelko Višić prvi je poginuli hrvatski liječnik u Domovinskom ratu. S vozačem Božidarom Orečom na povratku s intervencije, nakon pružanja pomoći ranjenim hrvatskim braniteljima, pripadnicima Zbora narodne garde iz Bjelovara i Grubišnog Polja 13. studenog 1991., naišao je na neprijateljsku zasjedu u Bastajskim Brđanima te je izrešetan mitraljeskim mecima.